# Fattori di rischio cardiovascolare
I fattori di rischio cardiovascolare sono specifiche condizioni che risultano statisticamente correlate a una malattia cardiovascolare, e che pertanto si ritiene possano concorrere alla sua patogenesi.
I fattori di rischio non sono pertanto da considerare agenti causali, ma  indicatori di probabilità di comparsa di una coronaropatia; la loro assenza non esclude la comparsa della malattia, ma la presenza di uno di essi, e ancor di più la compresenza di più fattori di rischio legati fra loro, ne aumenta notevolmente il rischio di insorgenza e di sviluppo.

## Storia e descrizione
Il primo a parlare di fattori di rischio cardiovascolare fu il cardiologo statunitense Thomas Royle Dawber, che nel 1949 diede inizio al primo studio osservazionale condotto sulla popolazione di una intera cittadina, Framingham, nel Massachusetts. Questo studio, confermato da numerosi altri condotti successivamente su popolazioni differenti, giunse ad indicare una serie
di fattori di rischio che si correlavano all'insorgenza di eventi cardiovascolari, fatali e non fatali, nei soggetti osservati per un periodo di anni.
I fattori di rischio interagiscono fra loro, intervenendo sulla patogenesi delle coronaropatie in maniera fattoriale e non semplicemente additiva, il che vuol dire che il rischio di morte per infarto miocardico aumenta notevolmente in presenza di due, tre o più fattori di rischio anche quando questi sono presenti in misura clinicamente poco significativa.
Per questo motivo, in anni più recenti è stato introdotto il concetto di rischio cardiovascolare globale che non tiene in considerazione la gravità del singolo fattore, bensì valuta insieme il prodotto dei tanti fattori di rischio di livello differente. In questo modo è stato possibile costruire delle tabelle dette carte del rischio cardiovascolare, che attraverso un punteggio (score) indicano la probabilità di andare incontro, entro un dato numero di anni, a un evento cardiovascolare in base alla concomitanza di più fattori e alla loro severità.

### Classificazione
I fattori di rischio cardiovascolare si dividono tradizionalmente in fattori di rischio non modificabili e fattori di rischio modificabili.
I fattori non modificabili sono:
- età: il rischio di malattie cardiovascolari aumenta con l'età e, nei pazienti anziani, l'età diviene il fattore di rischio dominante.
- sesso: gli studi finora condotti hanno fatto emergere un rischio maggiore negli uomini rispetto alle donne in pre-menopausa. Dopo la menopausa tuttavia, il rischio cardiovascolare nelle donne tende ad aumentare rapidamente. L'effetto protettivo è esercitato, almeno in parte, dagli estrogeni che favoriscono livelli più elevati di colesterolo HDL rispetto agli uomini.
- familiarità: il rischio di malattia coronarica è tanto maggiore quanto più diretto il grado di parentela con un individuo già colpito, quanto più elevato è il numero di parenti affetti, e quanto più precocemente si è manifestata la malattia in questi soggetti. In alcuni casi, la familiarità è dovuta alla trasmissione ereditaria di altri fattori di rischio quali diabete, ipertensione o ipercolesterolemia.

I fattori modificabili sono quelli suscettibili di correzione mediante modifiche dell'alimentazione, del comportamento, dello stile di vita, o mediante interventi farmacologici:
- Dislipidemia
- Ipertensione
- Diabete
- Obesità
- Fumo
- Sedentarietà

Vi sono altri fattori di rischio, detti fattori di rischio emergenti, per i quali è stato riconosciuto un rapporto statistico con l'insorgenza delle coronaropatie, ma il cui ruolo necessita di ulteriori conferme:
- Omocisteina
- Alterazioni della coagulazione del sangue e della fibrinolisi
- Marcatori di infiammazione
- Sindrome metabolica

## Novità sui marker di rischio cardiovascolare
Nonostante il miglioramento delle terapie, la prima causa di morte nel mondo occidentale, rimangono le malattie cardiovascolari
I modelli di stratificazione del rischio più usati sono il FRS (Framingham Heart Study Risk Score), lo SCORE (Systematic COronary Risk Evaluation) e in Italia, il "Progetto CUORE Risk Score".
Queste carte o punteggi guidano i medici nella scelta della miglior terapia per i singoli soggetti, dividendoli in rischio basso, intermedio e alto. Purtroppo il rischio intermedio, non è sufficientemente collocabile e sfuma spesso o nel basso o nell'alto; ecco che si è reso necessario ricercare dei nuovi marcatori, bioumorali, clinici e strumentali, che identificassero aterosclerosi subclinica e permettessero una nuova riclassificazione del rischio e quindi nuove strategie di prevenzione. Vengono elencati qui di seguito i più comuni:
| Proteina C-reattiva ad alta sensibilità (hs-CRP) | Calcificazioni arterie coronariche          |
| Ankle/Brachial Index (ABI)                       | Spessore medio intimale e placche carotidee |
| Rigidità arteriosa                               | Calcificazioni mitro-aortiche               |
| Microalbuminuria                                 | Emoglobina glicosilata                      |

Lo sforzo comune a tutte le Società Scientifiche per identificare i test migliori e con maggior garanzia di successo, non hanno portato purtroppo a dati concordanti, come si può vedere dai risultati a volte contrastanti. In effetti le attuali linee guida internazionali non consigliano l'uso indiscriminato su tutta la popolazione  della maggior parte di questi test di screening, ma l'utilizzo commisurato alla possibilità di patologia, risultante dall'anamnesi e dalla familiarità dell'individuo in esame.
I più utilizzati sono ovviamente anche i più facilmente valutabili dalla medicina ambulatoriale:
spessore medio-intimale con il doppler arterioso, microalbuminuria ed emoglobina glicosilata, e calcificazioni mitro-aortiche con un ecocardiogramma.

## Lo studioSocrates
In Italia è terminato uno studio, chiamato SOCRATES (acronimo di "Survey On Cardiac Risk profile And Lifestyle Habits in a cohort of Italian Cardiologists"), che ha  coinvolto in forma anonima  i cardiologi italiani per definire "lo stato di salute cardiovascolare" degli specialisti che più utilizzano la tabella del rischio cardiovascolare: gli stessi cardiologi